# Уакари на Аирес
Уакарито на Аирес (Cacajao ayresi) е вид бозайник от семейство Сакови (Pitheciidae). Видът е световно застрашен, със статут Уязвим.

## Разпространение
Разпространен е в Бразилия.